# Istituto tecnico commerciale Ambrogio Fusinieri
L’istituto tecnico commerciale "Ambrogio Fusinieri" è un istituto tecnico con indirizzo commerciale di Vicenza, fondato nel 1866 e dal 1910 dedicato allo scienziato vicentino Ambrogio Fusinieri.

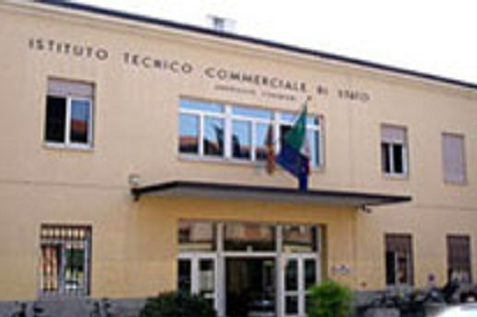
Istituto Tecnico Commerciale di Stato "A. Fusinieri"

## Storia
Un istituto tecnico, intitolato all'architetto Andrea Palladio, venne istituito a Vicenza nel 1866 ed era articolato in tre sezioni: agronomia e agrimensura, commercio e amministrazione, costruzioni e meccanica.
Questo primo istituto venne soppresso nel 1878. Nel 1887 fu presentata al presidente del consiglio provinciale scolastico un'istanza dei cittadini per la sua ricostituzione.
Nel 1891 la Camera di commercio, a cui si associarono il comune di Vicenza e la provincia, con propri fondi e contributi di privati, fece costituire l'istituto tecnico commerciale, che venne intitolato a Ambrogio Fusinieri. La prima sede dell'istituto era costituita da alcuni locali in Santa Corona, che oggi sono sede del museo di storia naturale. I corsi erano suddivisi in quattro classi, secondo l'ordinamento del 1885.
L'istituto fu retto da una giunta di vigilanza, che nominava gli insegnanti e curava l'amministrazione. I primi quattro diplomati uscirono dalla scuola quattro anni dopo, nel 1895. Nel 1900 l'istituto fu parificato. Il numero degli allievi crebbe costantemente: dai 17 iscritti del primo anno scolastico si era giunti nel 1903 a 95 iscritti. La prima studentessa si diplomò nel 1904 e le prime insegnanti donne furono introdotte nel 1917.
In seguito all'incremento degli scritti la sede fu spostata a San Marcello.
Dal 1905 venne creata una sezione fisico-matematica, dalla quale nascerà nel 1923 il liceo scientifico.
Inizialmente venivano insegnate come lingue straniere il francese e il tedesco: il primo corso facoltativo di lingua inglese venne istituito nel 1920.
Fino alla metà degli anni ‘50 gli alunni dell'ultimo anno di corso avevano il diritto di fregiarsi del cappello universitario, di colore giallo e verde, i colori sociali dell'istituto.
Nel 1954 l'istituto fu trasferito nella sede appositamente costruita in via D'Annunzio.
La sezione per geometri è in seguito divenuta autonoma come Istituto tecnico per geometri "Antonio Canova", e lo stesso quella per il commercio estero, intitolata a "Guido Piovene".
Alcune sedi in altri centri urbani sono anch'essi con il tempo divenuti istituti autonomi (Lonigo, Montecchio e Valdagno). 
L'istituto fu quindi diviso in due, con un secondo istituto tecnico commerciale, intitolato a "Goffredo Parise", ma quest'ultimo venne nuovamente riassorbito nel 1998.

## Attualità
Secondo l'ordinamento per gli istituti tecnici del settore economico prevede un biennio uguale per tutti e un triennio con indirizzi diversificati. Sono presenti gli indirizzi "amministrazione, finanza e marketing", "relazioni internazionali per il marketing" e "sistemi informativi aziendali". Nel 1983 è stato istituito l'indirizzo "programmatori", trasformato in "indirizzo Mercurio" nel 1996.
Tra i servizi offerti dall'istituto sono attivi uno sportello offerta lavoro, orientamento, educazione alla salute, sportello ascolto, patentino ciclomotore, sicurezza, stage, ECDL, certificazioni in lingua straniera.
L'istituto ospita una biblioteca di circa 10.000 volumi, saggi e testi specialistici riguardanti le materie insegnate. Sono presenti tre aule audiovisive e alcune aule sono dotate di lavagne interattive multimediali, sette laboratori di informatica, un laboratorio di fisica e due palestre, situate in prossimità della sede, una sala pesi e impianti all'aperto.
Nella sede dell'istituto si conservano gli strumenti di lavoro e di indagine dello scienziato Ambrogio Fusinieri, al quale l'istituto è intitolato.
Il Museo Economia aziendale di Portogruaro contiene documenti riguardanti l'economia aziendale adottati anche nell'Istituto tecnico Fusinieri.

## Strutture scolastiche

### Biblioteca
È fornita di circa 10.000 volumi, molti dei quali di assoluto interesse storico e raccoglie opere italiane e straniere, in lingua originale e in traduzione. Sono presenti numerosi manuali, saggi e testi specialistici riguardanti tutte le materie insegnate nell'Istituto.
Le opere presenti vengono continuamente incrementate da nuovi acquisti (opere letterarie, dizionari ecc.).
L'utilizzo delle opere è consentito a tutti: docenti, allievi e personale scolastico nelle due aule previste per la lettura, la consultazione, la consulenza ed il prestito (anche a domicilio).

### Palestre
L'Istituto è dotato di due palestre, situate in prossimità degli edifici scolastici. Completano la dotazione di impianti sportivi un locale adibito a sala pesi e gli impianti all'aperto.

### Videoteca
L'Istituto è dotato di tre aule audiovisive. La dotazione di strumenti ed apparecchiature è rilevante e costantemente incrementata. Recentemente l'Istituto ha dotato diverse aule di lavagne interattive multimediali (LIM).

### Laboratori di informatica
L'I.T.E. "A. Fusinieri" è dotato di 7 laboratori d'informatica i cui calcolatori sono costantemente aggiornati in base alle nuove tecnologie hardware e software ed in modo da recepire le direttive nazionali sui nuovi codici di comunicazione (multimedialità e reti telematiche). I laboratori sono collegati in rete, così da permettere uno scambio veloce di informazioni fra studenti ed insegnanti di questa e di altre scuole, anche attraverso il collegamento remoto ad Internet.

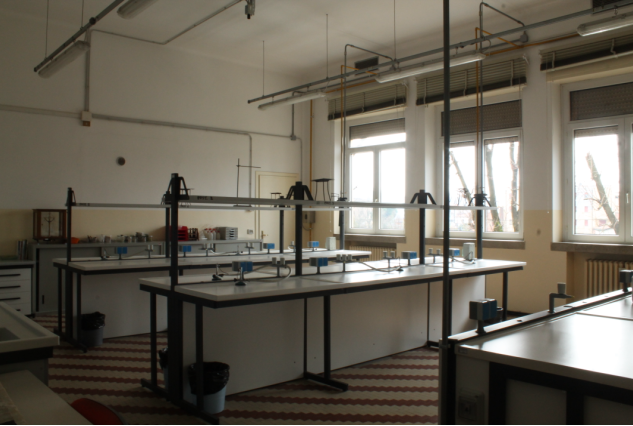
Laboratorio di scienze I. T. C. "A. Fusinieri"

### Laboratori di scienze
L'insegnamento delle Scienze, al biennio, prevede l'uso del laboratorio per permettere l'esecuzione di esperimenti di fisica da elaborare successivamente al computer. Il laboratorio è attrezzato per svolgere esperienze su tutti gli argomenti previsti dai programmi ministeriali. L'attenzione riservata alle scienze ha le sue radici profonde nella stessa intitolazione ad Ambrogio Fusinieri, fisico vicentino vissuto a cavallo tra il ‘700 e l'800 i cui strumenti di lavoro e indagine sono conservati in istituto.